# Haste (Osnabrück)
Haste, Osnabrück-Haste – dzielnica miasta Osnabrück w Niemczech, w kraju związkowym Dolna Saksonia.